# Evergreen Marine
Evergreen Marine Corporation (tiếng Trung: 長榮海運; Hán-Việt: Trường Vinh Hải Vận; Bạch thoại tự: Tióng-êng Hái-ūn) (LSE:EGMD TWSE: 2603) là công ty vận tải và vận tải container có trụ sở chính tại quận Lô Trúc, Đào Viên, Đài Loan. Các tuyến đường thương mại chính của công ty là Đông Á đến Bắc Mỹ, Trung Mỹ và Vùng Caribe; Đông Á đến Địa Trung Hải và Bắc Âu; Châu Âu đến bờ biển phía đông của Bắc Mỹ; Đông Á đến Úc; Đông Á đến đông và nam châu Phi; Đông Á đến Nam Mỹ; và một tuyến nội Á nối các cảng ở Đông Á với Vịnh Ba Tư và Biển Đỏ. Với hơn 150 tàu container, công ty là một phần của tập đoàn Evergreen Group gồm các công ty vận tải và công ty liên kết.

## Tổng quan
Evergreen ghé qua 240 cảng trên toàn thế giới tại khoảng 80 quốc gia và là công ty lớn thứ năm thuộc loại hình này. Các hoạt động của công ty bao gồm: vận tải biển, đóng container và tàu biển, quản lý cảng, phát triển kỹ thuật và bất động sản. Các công ty con và bộ phận bao gồm Uniglory Marine Corp. (Đài Loan), Evergreen UK Ltd. (Vương quốc Liên hiệp Anh và Bắc Ireland) và công ty vận tải biển Italia Marittima S.p.A. (Ý).
Năm 2007, Hatsu, Italia Marittima và Evergreen được hợp nhất thành một "Evergreen Line".
Phần lớn các container vận chuyển của Evergreen được sơn màu xanh lá cây với chữ "Evergreen" được đặt trên các mặt bằng chữ trắng. Các hộp đựng của Uniglory cũng được sơn và đánh dấu tương tự, nhưng những hộp đựng đó có màu cam sáng. Các container đông lạnh của Evergreen có màu sắc ngược lại (container màu trắng với chữ xanh lá cây).

## Lịch sử

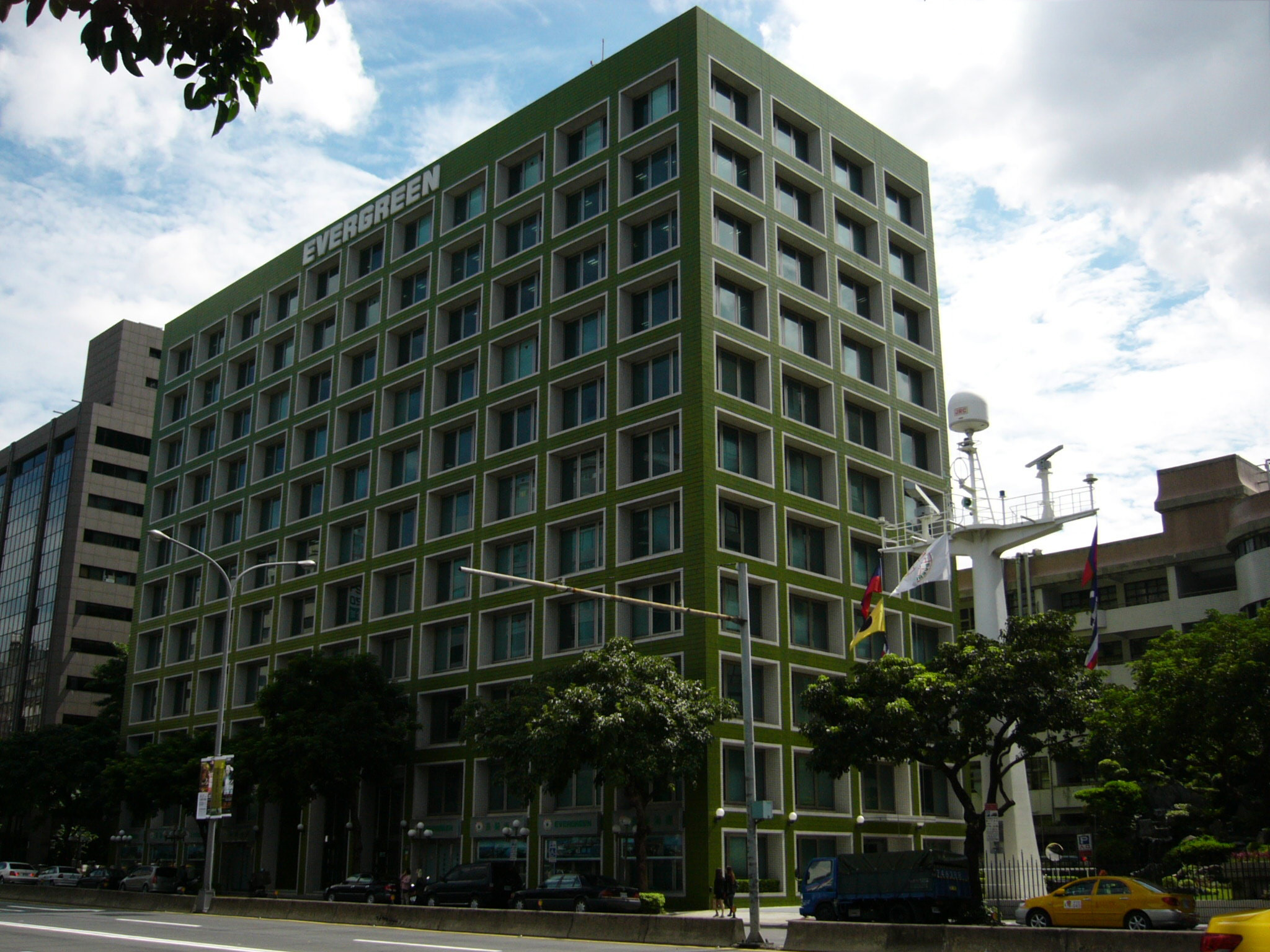
Tòa nhà Evergreen Marine trên Đường Minsheng Đông, Sec. 2, Đài Bắc, Đài Loan.

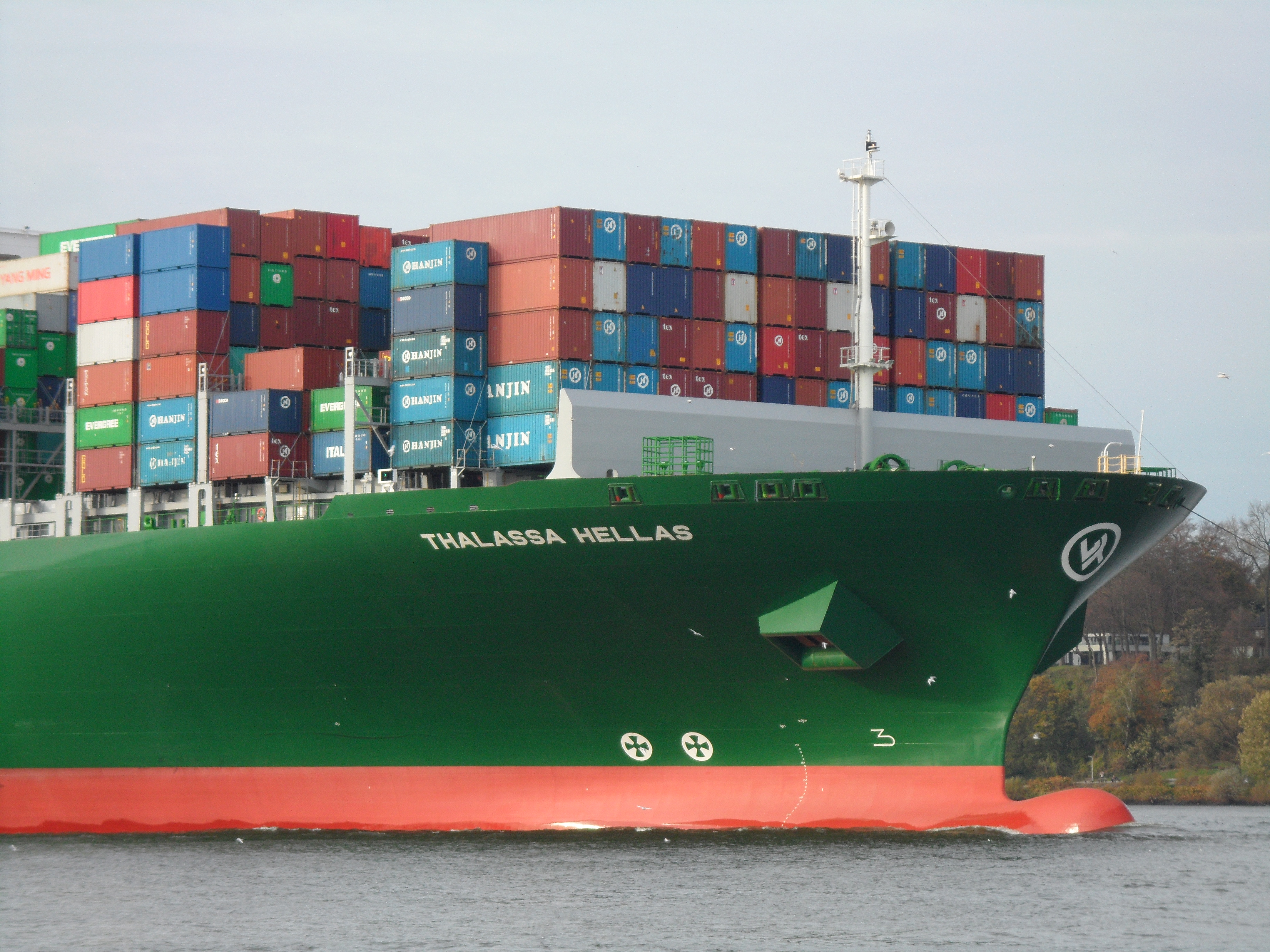
"Thalassa Hellas" trên chuyến đi đầu tiên

Công ty được thành lập ngày 1 tháng 9 năm 1968 bởi Trương Vinh Phát. Các dịch vụ bắt đầu với một tàu chở hàng duy nhất tên là Central Trust, vận hành dịch vụ "đi đến bất cứ đâu". Một tàu thứ hai được bổ sung vào năm 1969, được sử dụng trên các tuyến Trung Đông. Các tàu bổ sung đã được mua trong những năm 1970, các tuyến đường đến Đông Á và Trung Mỹ đã được bổ sung. Dịch vụ đến Hoa Kỳ bắt đầu vào năm 1974, với việc thành lập Evergreen Marine Corporation (New York) Ltd.
Năm 1981, công ty mẹ đổi tên thành Evergreen International S.A. (EIS), khi công ty tăng cường nỗ lực mở rộng toàn cầu. Evergreen Marine bắt đầu các dịch vụ vận chuyển vòng quanh đầu tiên vào năm 1984. Dịch vụ này hoạt động hai chiều, bao gồm cả các tuyến đi hướng Tây và hướng Đông.
Vào năm 1992, gần 29.000 con vịt cao su được gọi là "Friendly Floatees" đã vô tình bị đổ xuống Thái Bình Dương từ một container bị mất tích bởi tàu Ever Laurel của Evergreen.
Kể từ đó, Evergreen Marine đã mở rộng bao gồm các công ty vận tải biển khác như Uniglory Marine Corp. (Đài Loan) vào năm 1984, Hatsu Marine Ltd. (Anh) vào năm 2002, và công ty vận tải Ý Italia Marittima (trước đây là Lloyd Triestino, và thành lập với tên gọi "Österreichischer Lloyd" vào năm 1835) vào năm 1993. Uniglory được chia thành một bộ phận của công ty vào năm 1999. Evergreen Marine cũng đã trở thành đối tác của EVA Air, được thành lập vào năm 1989 và Uni Air, được thành lập vào năm 1998.
Năm 2002, Evergreen Marine khai thác 61 tàu container, với tổng quy mô đội tàu là 130 tàu với 400.000 TEU. Đến năm 2008, Evergreen Marine khai thác 178 tàu container. Năm 2009, công ty đã công bố kế hoạch đóng thêm 100 tàu, với dự đoán kinh tế toàn cầu sẽ phục hồi vào năm 2012.
Vào ngày 23 tháng 3 năm 2021, tàu Ever Given của Evergreen bị mắc kẹt ở Kênh đào Suez, dẫn đến trở ngại đáng kể trong việc vận chuyển hàng hải trên toàn cầu. Sau gần một tuần, tàu lai dắt và máy móc hạng nặng đã có thể tái hoạt động và giải phóng con tàu.

## Hoạt động

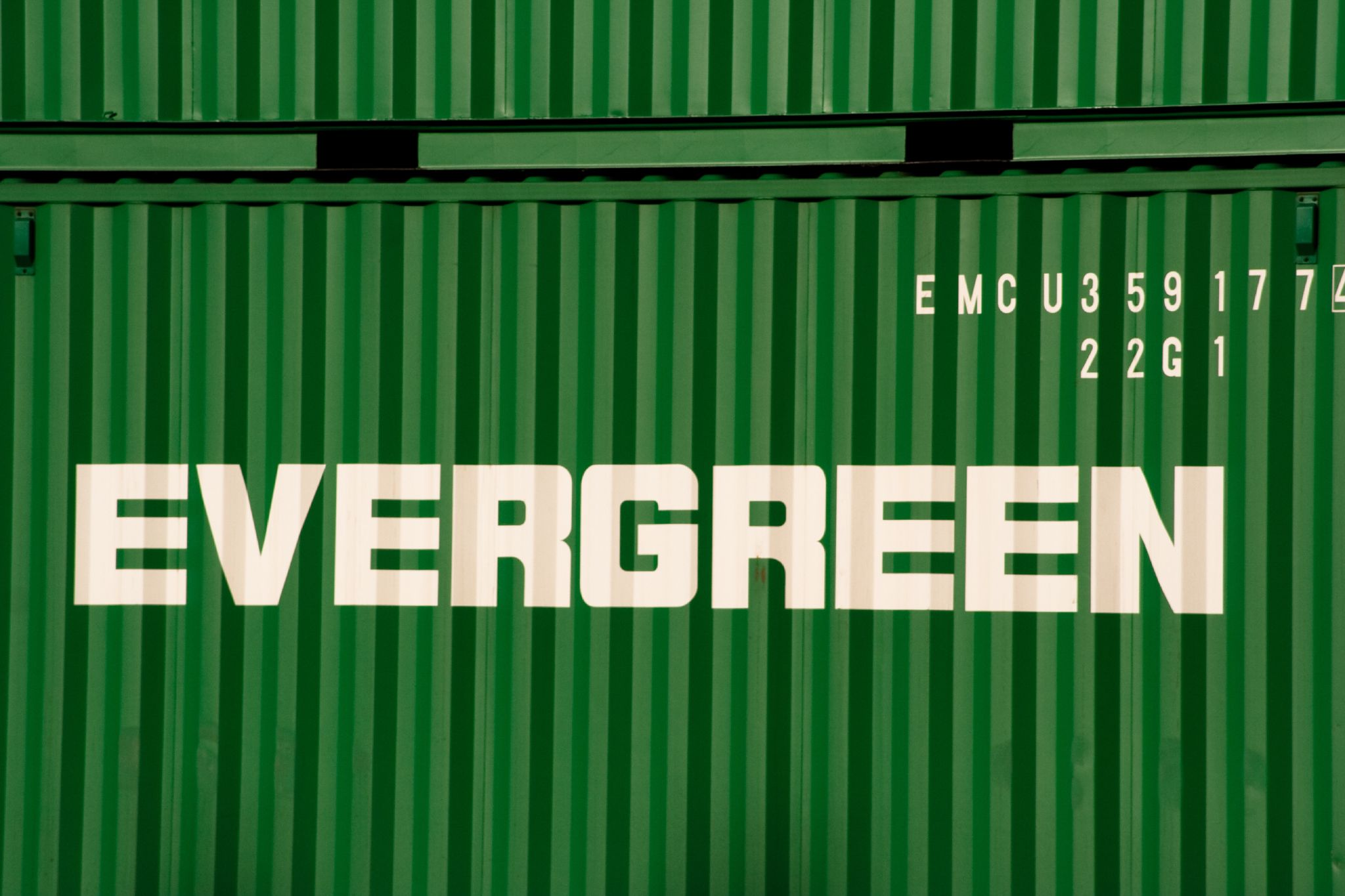
Các container vận chuyển màu xanh lá cây trên toàn thế giới của Evergreen.

Hoạt động của Evergreen Marine chủ yếu xoay quanh năm tuyến đường chung:
- Đông Á đến Bắc Mỹ / Trung Mỹ
- Đông Á đến Bắc Âu / Địa Trung Hải
- Châu Âu đến Bắc Mỹ (xuyên Đại Tây Dương)
- Đông Á đến Nam bán cầu (liên lục địa)
- Nội Á

Các tuyến đường bận rộn nhất của hãng tàu này thuộc loại đầu tiên, Đông Á đến Bắc Mỹ và Trung Mỹ. Trong khu vực này, giao thông phổ biến là giữa Đài Loan, Nhật Bản, Hàn Quốc và Trung Quốc với Bờ Tây Hoa Kỳ, cùng với các tuyến đường đến Đông Caribe qua Panama.

## Các cảng
Evergreen Marine khai thác bốn trung tâm trung chuyển chính và nhiều cảng container.

### Trung tâm trung chuyển
- Cảng container Đài Trung, Đài Loan
- Cảng container Cao Hùng, Đài Loan
- Cảng container Colon, Panama

### Cảng
- Nhà ga Evergreen Los Angeles, California
- Cảng container Evergreen Pierce County, Tacoma, Washington
- Evergreen Terminal (ETS), Oakland, California
- Các cảng Evergreen ở Châu Á, (ví dụ: Thái Lan), Châu Âu (ví dụ: Ý) và các nơi khác
- Các cảng Evergreen ở Trung Đông, Công ty North Yard

## Các công ty con và bộ phận

### Các tuyến hàng hải
Kể từ năm 2007, các tuyến sau đã được hợp nhất thành Evergreen Line duy nhất.
- Uniglory Marine Corp. (Đài Loan)
- Evergreen UK Ltd. (Vương quốc Anh)
- Italia Marittima S.p.A. (Ý)
- Mạng lưới dịch vụ

Mạng lưới dịch vụ trên toàn thế giới của Evergreen Marine được xử lý thông qua các cơ quan sau:
- Evergreen Marine Corp. (Taiwan) Ltd.
- Evergreen Korea Corp.
- Evergreen Marine Corp. (Malaysia) Sdn Bhd.
- Evergreen Shipping(Singapore) Pte Ltd.
- Evergreen Shipping Agency (Thailand) Co. Ltd.
- P.T. Evergreen Shipping Agency Indonesia ee'
- Evergreen Vietnam Corp.
- Evergreen Japan Corp.
- Evergreen Marine (Hong Kong) Ltd.
- Evergreen Philippines Corp.
- Evergreen India Private Ltd.
- Evergreen International S.A. / Unigreen Marine S.A.
- Evergreen Shipping Agency (America) Corp.
- Evergreen Shipping Agency (Russia) Ltd.
- Evergreen Marine Australia Pty Ltd.
- Evergreen Shipping Spain
- Evergreen France S.A.
- Evergreen Shipping Agency (Netherlands) B.V.
- Evergreen Deutschland GmbH
- Evergreen Shipping Agency (Poland) Sp. Z o.o.
- Evergreen Gesellschaft M.B.H.
- Evergreen Marine (UK) Ltd.
- Evergreen Agency (Ireland) Ltd.
- Evergreen Shipping Agency (Italy) S.p.A.
- Green Andes (Chile)
- Global Shipping Agencies (Colombia)
- Baridhi Shipping Lines Ltd (Bangladesh)